# 東北科学技術短期大学
東北科学技術短期大学（とうほくかがくぎじゅつたんきだいがく、英語: College of Science and Technology, Tohoku、CSTT）は、宮城県仙台市青葉区国見6-45-16に本部を置いていた日本の私立大学である。1993年に設置され、2000年に廃止された。大学の略称は科技短、東北科技短大。詳細は後述する。

## 概要

### 大学全体
- 学校法人東北文化学園により運営されていた日本の私立短期大学[3]で宮城県仙台市青葉区内に所在していた[4]。
- 1993年に東北科学技術短期大学として、2学科体制で入学総定員140名にて開学した[5]。その後の学科の増減はなし。
- 1998年の入学生を最後に、2000年に短期大学としての使命を終えた[6][注 1]。

### 学風および特色
- 東北地方かつ私立では初めての理工系短期大学として注目されていた[8][注 2]。

## 沿革
- 1992年
  - 12月21日 文部省[注 3]より短期大学の設置が認可される[9]。
- 1993年
  - 4月1日 この日をもってが以下の学科体制にて東北科学技術短期大学が開学する。
    - 情報工学科 入学定員80名[5]に対し在学者数は101（うち女子37）[10]
    - 建築設備環境学科 入学定員60名[5]に対し在学者数は86（うち女子32）[10]
- 1998年 入学生最後となる[9]。情報工学科93人、建築設備環境学科75人が入学[11][12]
- 2000年10月26日正式廃止[9]

## 基礎データ

### 所在地
- 宮城県仙台市青葉区国見6-45-16[13]

## 教育および研究

### 組織

#### 学科[14]
- 情報工学科 学定員80名。
- 建築設備環境学科 入学定員60名。

#### 専攻科
- なし

#### 別科
- なし

#### 附属機関
- 東北科学技術短期大学附属図書館が1993年4月1日をもって開館した[15]

## 大学関係者と組織

### 大学関係者一覧

#### 大学関係者
- 大内秀明：開学から1998年まで歴任[16]。

## 施設

### キャンパス
- 交通アクセス：JR仙山線国見駅。

### 寮
- 東北科学技術短期大学には男子・女子それぞれに学生寮があり、収容定員は各30人となっていた。

## 対外関係

### 他大学との協定
- 放送大学：開学前の1993年2月17日に単位互換協定を締結[17]。修得単位を15単位以内で認定されるシステムとなっていた[18]

## 卒業後の進路について

### 就職について
- 情報工学科ではコンピューター関連会社、建築設備環境学科では建設関連会社の技術職が多いものとなっていた。